# Cell Computing
CELL COMPUTING
O Cell Computing é uma iniciativa Japonesa para o BOINC, a procura de um computador com processamento celular. Apesar disso, esse projeto ainda usa um programa próprio.
A página inicial desse projeto é:
Infelizmente, a página está em Japonês e não tem traduções.
Fonte:  e